# Germain Gigounon
Germain Gigounon (Lobbes, 20 april 1989) is een Belgisch tennisser.
Gigounon won enkele ITP Futures-toernooien o.a. in België, Egypte,Hongarije,Griekenland en Kroatië. Op een ATP-toernooi lukte het hem één keer om zich te kwalificeren voor een hoofdtabel, op Roland Garros 2015, waar hij zich kwalificeerde voor de hoofdtabel na winst tegen Rui Machado, Aleksandr Koedrjavtsev en Alejandro Falla. In de eerste ronde stond hij tegenover Richard Gasquet

## Prestatietabel grandslamtoernooien
| Legenda | Legenda                          |
| ------- | -------------------------------- |
| g.t.    | geen toernooi gehouden           |
| l.c.    | lagere categorie                 |
| –       | niet deelgenomen                 |
| G       | uitgeschakeld in de groepsfase   |
| 1R      | uitgeschakeld in de eerste ronde |
| 2R      | uitgeschakeld in de tweede ronde |
| 3R      | uitgeschakeld in de derde ronde  |
| 4R      | uitgeschakeld in de vierde ronde |
| KF      | uitgeschakeld in de kwartfinale  |
| HF      | uitgeschakeld in de halve finale |
| F       | de finale verloren               |
| W       | het toernooi gewonnen            |
| w-v     | winst/verlies-balans             |

### Enkelspel
| Toernooi        | 2014 | 2015 |
| --------------- | ---- | ---- |
| Australian Open | 2Q   | –    |
| Roland Garros   | –    | 1R   |
| Wimbledon       | 2Q   | 1Q   |
| US Open         | –    |      |

## Posities op de Wereldranglijst
Positie per einde seizoen:
| jaartal | ranking enkelspel | ranking dubbelspel |
| ------- | ----------------- | ------------------ |
| 2014    | 298               | 277                |
| 2013    | 237               | 507                |
| 2012    | 419               | 521                |
| 2011    | 458               | 619                |
| 2010    | 773               | /                  |